# Phytoliriomyza lobata
Phytoliriomyza lobata este o specie de muște din genul Phytoliriomyza, familia Agromyzidae. A fost descrisă pentru prima dată de Mitsuhiro Sasakawa în anul 1963. Conform Catalogue of Life specia Phytoliriomyza lobata nu are subspecii cunoscute.